# Geognostische Landesuntersuchung Sachsens
Die geognostische Landesuntersuchung Sachsens war die erste flächendeckende geologische Untersuchung des gesamten Kurfürstentums Sachsen und wurde zum Ende des 18. Jahrhunderts begonnen.

## Anlass

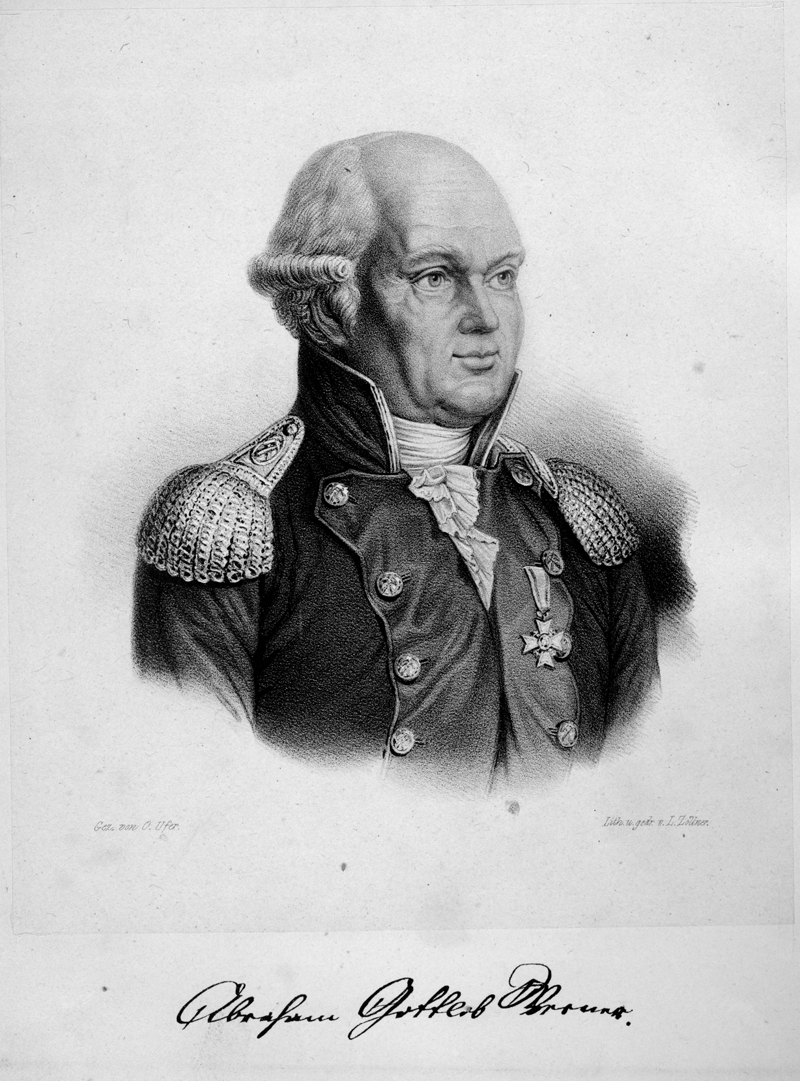
Abraham Gottlob Werner

Zwar lag mit der „Petrographischen Charte des Churfürstentums Sachsen“ von Johann Friedrich Wilhelm von Charpentier (1738–1805) seit 1778 erstmals eine geologische Karte als grobe Übersicht zur Geologie Sachsens vor, doch schon wenige Jahre später genügte die Karte nicht mehr den Anforderungen der Ressourcenerkundung. Die daraufhin von Nathanael Gottfried Leske (1751–1786), einem engen Freund Abraham Gottlob Werners (1749–1817), begonnenen Untersuchungen erbrachten neue Erkenntnisse. Aus seinen für das gesamte Territorium Sachsens vorgesehenen Untersuchungen wurde Leske durch seinen frühzeitigen Tod gerissen, so dass sich seine Forschungsergebnisse nur auf die Oberlausitz bezogen.
Vor allem die zunehmende Verknappung von Brennstoffen veranlasste 1788 die sächsische Regierung, die Suche nach Steinkohle anzuordnen. Nachdem bereits 1786 vom Bergrat Abraham Gottlob Werner eine genaue Untersuchung der erzgebirgischen Erzlagerstätten gefordert worden war, erweiterte das Oberbergamt in Freiberg den Befehl auch auf mineralische Rohstoffe und organisierte eine geognostische Landesuntersuchung.

## Die Landeskartierung unter Abraham Gottlob Werner
Den offiziellen Auftrag für diese Aufgabe erhielt Werner im Jahre 1791. Er teilte Sachsen in 92, später in 111 Distrikte ein und nutzte als Grenzen markante Landschaftsformen, wobei die angrenzenden Länder mit einbezogen wurden. Jede Kartiereinheit (Distrikt) musste von einem „gebildeten und geübten Akademiker“ gemeinsam mit einem „jüngeren Studierenden“ bearbeitet werden. Ein Kartierungsleitfaden beschrieb, dass eine Relation aus einem „chronologischen Untersuchungsprotokoll“ und einer „systematischen Beschreibung der Ergebnisse“ bestehen musste. Des Weiteren wurde eine „illuminierte petrographische Charte“ gefordert. Wie diese Karte zu gestalten war, überließ Werner nicht den Kartierern. Er erarbeitete eine Farb- und Symboltafel und ordnete den Gesteinen Farben zu. Zusätzliche Zeichen betonten besondere gesteinskundliche Merkmale. Im Grundsatz gilt heute noch dieses System der doppelten Signierung für geologische Einheiten.
Derart ausgerüstet und informiert durchforschten Feldgeologen wie Sigismund August Wolfgang von Herder, Johann Carl Freiesleben, Wilhelm Gottlob Ernst Becker, Johann Wilhelm Otto Freiesleben, Friedrich Constantin Freiherr von Beust, Richard Freiherr von Friesen, Friedrich Freiherr von Hardenberg, Carl Christian Martini, Friedrich Gotthold Oehlschlägel, Karl Gustav Adalbert von Weissenbach, Gottlob Friedrich Blöde, Johann Friedrich August Breithaupt und Carl Amandus Kühn das Land. 20 Jahre nach Beginn der Arbeiten wurde im September 1811 der von Werner gemeinsam mit Carl Amandus Kühn erarbeitete Hauptbericht vorgelegt. Bis zu diesem Zeitpunkt waren 35 linkselbische und ein rechtselbischer Distrikt nach den Vorgaben Werners kartiert. Dabei wurden zahlreiche Braunkohlenlagerstätten und andere Bodenschätze entdeckt, die bereits abgebaut wurden. Der Bericht enthielt auch den Plan für die weiteren Arbeiten, die Ende 1817 mit der Publikation einer mineralogisch-geographischen Beschreibung Sachsens ihren Abschluss finden sollten.
Auf Grund der nicht vorhersehbaren politischen Ereignisse in den Wirren der Napoleonischen Kriege konnten die Untersuchungen nur stark eingeschränkt fortgeführt werden, hinzu kam noch die schwere Erkrankung Werners.

## Die geognostische Spezialkarte für Sachsen

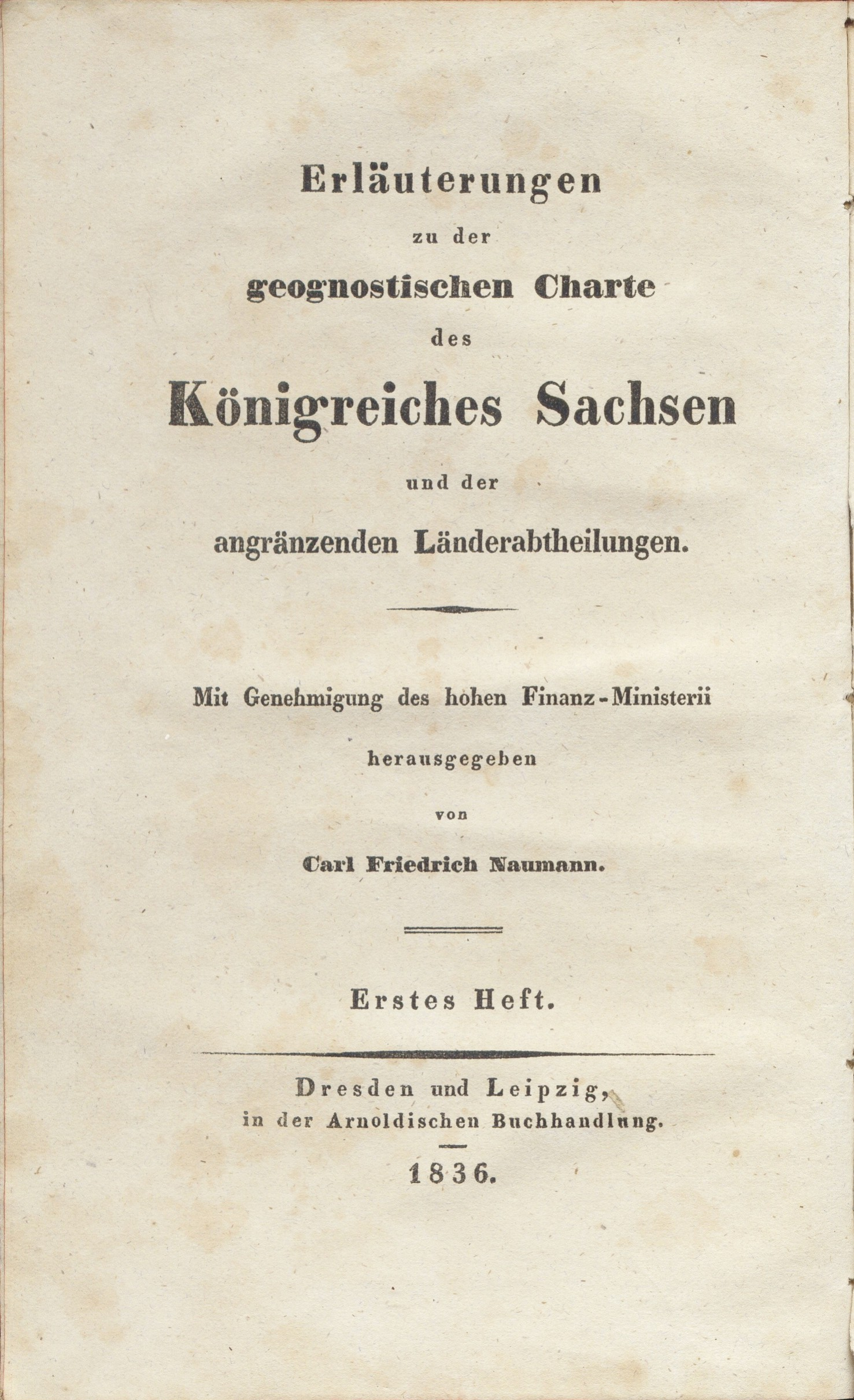
Titelblatt zu den Erläuterungsberichten der geognostischen Charte

Nach Werners Tod 1817 wurde Bergkommissionsrat Kühn Direktor der Landesuntersuchung und führte die geologische Erforschung bis 1835. Zu dieser Zeit erfolgte eine Überarbeitung der Karten durch Carl Friedrich Naumann (1797–1873) und Bernhard Cotta. Cotta wurde nach dem Weggang Naumanns nach Leipzig im Jahre 1842 dessen Nachfolger als Professor für Geognosie an der Bergakademie Freiberg. In den Jahren 1835–1845 konnte die Bergakademie als Zusammenfassung die geognostische Spezialkarte für Sachsen und die angrenzenden Länder herausgeben.
Als topographische Grundlage dieser Spezialkarte diente die zuvor in 24 Sektionen erarbeitete lithografierte so genannte „Schliebensche“ Karte von Sachsen und der angrenzenden Länder, jedoch fanden davon infolge der Territorialverluste von zwei Dritteln des Landes nach dem Wiener Kongress von 1815 nur noch 11 Sektionen Verwendung.

## Die Sächsische Geologische Landesuntersuchung
Nachdem Mitte des 19. Jahrhunderts durch neue wirtschaftliche und politische Situationen eine gründliche und großmaßstäbliche Neukartierung (1:25 000) Sachsens notwendig wurde, erfolgte 1872 in Leipzig die Gründung der Sächsischen Geologischen Landesuntersuchung, die unter der Leitung von Prof. Hermann Credner auf neuer Grundlage die von Werner begonnene systematische Erkundung und Beschreibung der geologischen Verhältnisse Sachsens fortsetzte und dem Finanzministerium unterstand. Aus ihr ging das heutige Sächsische Landesamt für Umwelt und Geologie hervor.
Bereits zuvor war im Jahre 1846, auf Veranlassung des Oberberghauptmanns Friedrich Constantin Freiherr von Beust, die Ganguntersuchungskommission gebildet worden, die dem Oberbergamt Freiberg und ab 1869 dem Bergamt Freiberg angeschlossen war, und sich der Erkundung von Erzlagerstätten widmete. Ihre Wirksamkeit ist bis 1890 zu verfolgen. Mit dem Niedergang des sächsischen Silberbergbaus, der Stilllegung zahlreicher Bergwerke und der Konsolidation der verbliebenen fiskalischen Gruben stellte sie ihre Tätigkeit ein. Hierbei sind vor allem die Arbeiten von Carl Hermann Müller (bekannt als der „Gangmüller“), Franz Robert Heucke und Wolfgang Vogelgesang zu nennen.

## Heutige Bedeutung
Auch aus heutiger Sicht ist die Arbeit der Erstkartierer noch von Bedeutung, und ihre Karten werden zu Vergleichszwecken immer noch angewandt, was für die hohe Qualität der Kartierung spricht. Vergleiche mit den Karten der geognostischen Landesuntersuchung Sachsens sind vor allem durch die veränderte geologische Aufschlusssituation heute noch von hohem Wert.